# 大江山
大江山（おおえやま）は京都府丹後半島の付け根に位置し与謝野町、福知山市、宮津市にまたがる連山である。標高832メートル。別称、大枝山・与謝大山・千丈ヶ嶽。
酒呑童子伝説で知られる。また、雲海の名所としても知られている。2007年（平成19年）8月3日には丹後天橋立大江山国定公園として国定公園にも指定されている。新・花の百名山に選定されている。

## 山としての大江山
全体を大江山連峰と呼ぶため大江山と呼ばれる頂上をもった峰があるわけではない。連山には北東寄りから鍋塚（なべづか、763.0メートル）、鳩ヶ峰（はとがみね、746メートル）、千丈ヶ嶽（せんじょうがたけ）、赤石ヶ岳（あかいしがたけ、736.2メートル）と呼ばれる峰がある。このうち、千丈ヶ嶽が最高峰で832.5メートルの標高があり丹後地方最高峰である。千丈ヶ嶽には二等三角点「千丈ケ岳」、鍋塚には三等三角点「大江山」、赤石ヶ岳には三等三角点「赤石岳」が設置されている。登山口としては与謝野町、宮津市、福知山市大江町がある。
山腹にはブナの原生林が広がり、稜線付近はナナカマドやヤマボウシ、山頂には笹原が広がる。千丈ヶ嶽山頂からは南西側に間近に三岳山、西側に氷ノ山、南東側に丹波高地の山々、福知山および綾部市街、さらに鍋塚は360°の展望が開け、若狭湾、丹後半島を始めとして、視程の良い日には氷ノ山および白山、愛宕山なども望むことができる。

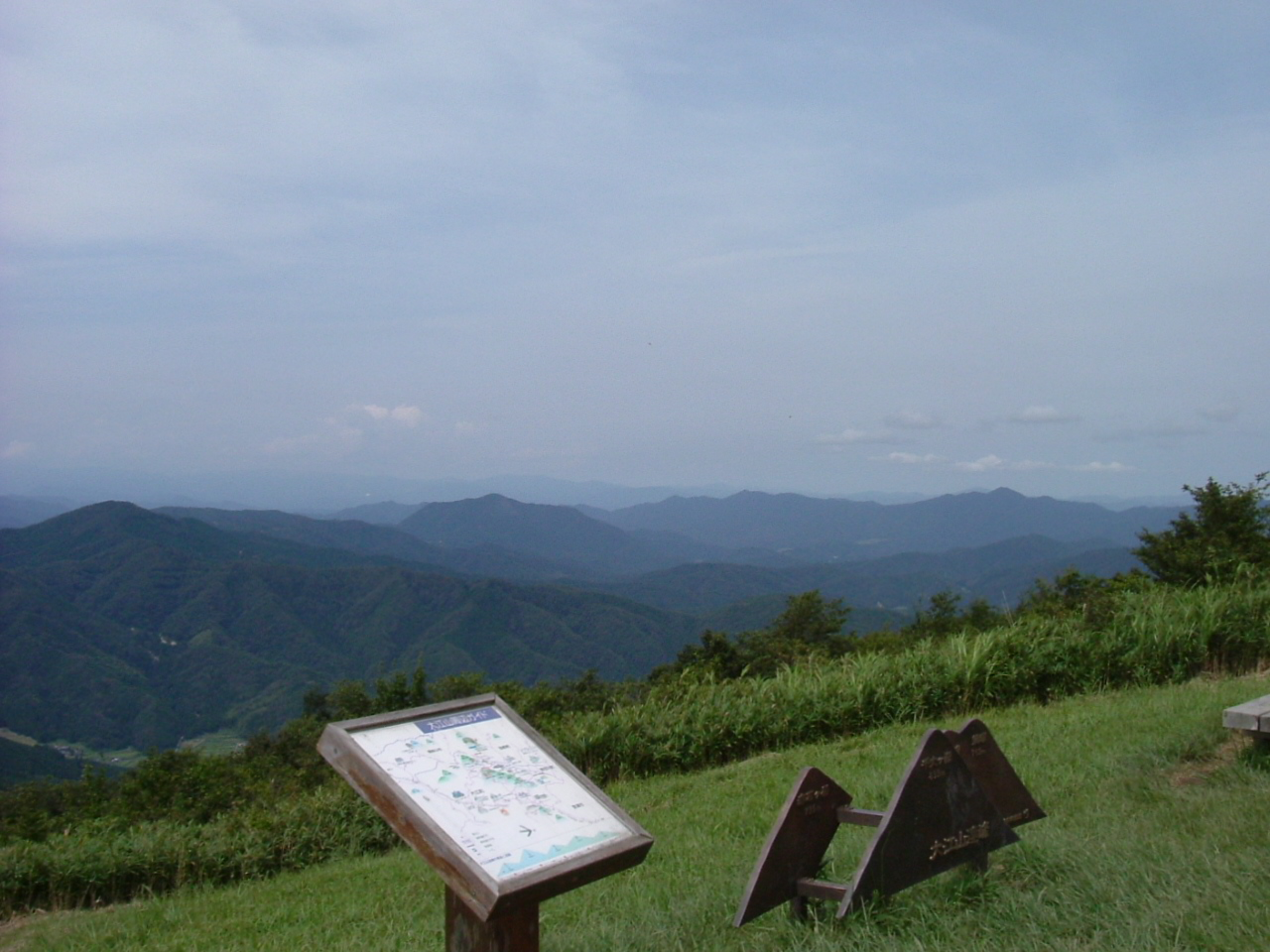
千丈ヶ嶽から西側を望む

## 鉱山としての大江山（大江山ニッケル鉱山と河守鉱山）
地質学的には地球の深部から隆起した地層で超塩基性（蛇紋岩）の岩盤を持つ。金属鉱脈が豊富で周辺には金屋など金属にまつわる地名が多く見られる。
古くから鉱床があることは認識されていたが、大江山北西山麓の与謝野町（旧加悦町）において日本火工（日本冶金工業の前身）の子会社が1934年（昭和9年）に探鉱を開始し、低品位ながら無尽蔵のニッケル鉱石があることを確認した。その後、1938年（昭和13年）から1940年（昭和15年）にかけて大江山の鉱石を製錬する実験を試みた結果ついに成功し、1940年（昭和15年）6月からフル操業を開始した。
当初の製錬は大江山から遠く離れた石川県七尾の元セメント工場で行われたが、太平洋戦争のための兵器製造に不可欠なニッケルを大量に確保するため大江山から近い、日本海に面した与謝郡吉津村（現在の宮津市）に新しい製錬所を建設し、そこへ専用鉄道（かつての加悦鉄道と日本冶金工業専用線）で輸送し、製錬した。
また大江山東側山麓の福知山市（旧大江町）佛性寺には河守鉱山（）跡があり、日本鉱業により1917年（大正6年）から1973年（昭和48年）まで銅、クロムおよび少量の銀の採掘が行われていた。主な鉱石はキューバ鉱、黄銅鉱、クロム鉄鉱、および磁硫鉄鉱などである。

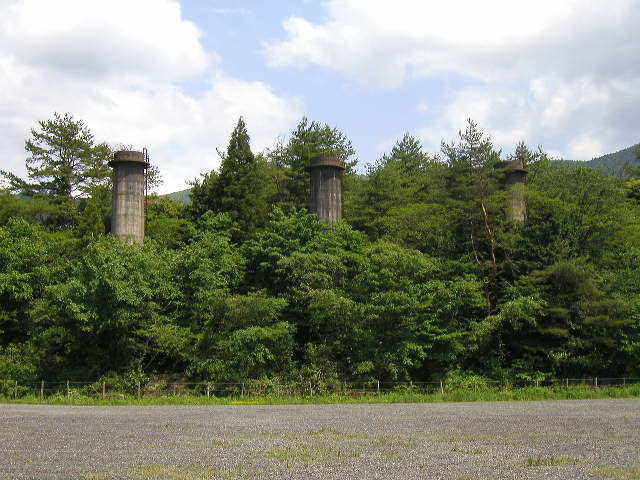
大江山ニッケル鉱山跡

## 鬼退治伝説
大江山には3つの鬼退治伝説が残されている。1つめは、『古事記』に記された、崇神天皇の弟の日子坐王（彦坐王）が土蜘蛛の陸耳御笠（）を退治したという話。2つめは聖徳太子の弟の麻呂子親王（当麻皇子）が三上ヶ嶽（みうゑがたけ、大江山の古名）にて3匹の鬼（英胡・軽足・土熊）を討ったという話、3つめが源頼光と頼光四天王が活躍したことで知られる、有名な酒呑童子伝説である。酒呑童子#三大妖怪を参照の事。これは能の演目『大江山』（五番目物の鬼退治物）にもなっている。これらの伝説にちなみ、大江山の山麓にあった廃鉱となった銅鉱山跡に1993年（平成5年）、大江町（現在は福知山市の一部）によって日本の鬼の交流博物館が作られた。
なお、酒呑童子の本拠とした「大江山」は、この丹後の大江山であったという説のほかに、京都市西京区にある山城国と丹波国の境、山陰道に面した大枝山（）という説もある。
また、中腹に「日本の鬼の交流博物館」があり、館長は鬼の子孫と自称する人物であり、各地で講演など行っている。

## 鬼退治伝説の意味
大江山では鉱山技術により富を蓄積していた。これに目を付けた都の勢力は兵を派遣、富を収奪し支配下に置いた。このような出来事が元になり自分達を正当化、美化しようとの思いから土蜘蛛退治や鬼退治伝説が生まれたのではないかとする説もあり、帰化人が山賊化し非道な行いをしたので鬼と呼ばれたという説もある。具体的な鬼退治伝説としては、「酒呑童子伝説」、「日子坐王の鬼退治」及び、「麻呂子親王の鬼退治」が有名である 。

## 関連する作品
小倉百人一首には「大江山いく野の道の遠ければ、まだふみも見ず天の橋立」（小式部内侍）という歌がある。ここでの大江山は本項でのものと京都市西京区の大枝山をかけているとの説もある。

## 参考書籍
- 日本冶金工業社史編纂委員会 編 『日本冶金工業六十年史』 1985年（昭和60年）、日本冶金工業、NCID BN02062853、全国書誌番号:86055765。